# کتاب شریعت
کتاب شریعت یا کتاب قانون (به لاتین: Liber Al vel Legis، به انگلیسی: The Book of the Law)، متن بنیادین در آیین جادویی تلما است که، به ادعای آلیستر کراولی، در سال ۱۹۰۴ در روز های ۸ و ۹ و ۱۰ آوریل توسط جنی به نام آیواس در هرم خوفو قاهره  به او وحی شد. این کتاب سه فصل دارد و نگارش هر یک از این فصل‌ها در یک ساعت از زمان ظهر انجام شده‌است. 
شرح و تفسیر مفصل این کتاب آیینی جادو گری در کتاب اعتدال خدایان از آلیستر کرولی آورده شده است. (۸، ۹ و ۱۰ آوریل ۱۹۰۴).